# Buffalo Braves 1970-1971
La stagione 1970-71 dei Buffalo Braves fu la 1ª nella NBA per la franchigia.
I Buffalo Braves arrivarono quarti nella Atlantic Division della Eastern Conference con un record di 22-60, non qualificandosi per i play-off.

## Roster
| N°   | Naz.                   | Ruolo | Sportivo         | Anno | Alt. | Peso |
| ---- | ---------------------- | ----- | ---------------- | ---- | ---- | ---- |
| 5    | Stati Uniti (bandiera) | G     | Paul Long        | 1944 | 188  | 82   |
| 7    | Stati Uniti (bandiera) | G     | Em Bryant        | 1938 | 185  | 79   |
| 9    | Stati Uniti (bandiera) | GA    | Herm Gilliam     | 1946 | 191  | 86   |
| 13   | Stati Uniti (bandiera) | G     | Mike Davis       | 1946 | 191  | 84   |
| 15   | Stati Uniti (bandiera) | GA    | Freddie Crawford | 1941 | 193  | 86   |
| 17   | Stati Uniti (bandiera) | C     | Nate Bowman      | 1943 | 208  | 104  |
| 20   | Stati Uniti (bandiera) | G     | Dick Garrett     | 1947 | 191  | 84   |
| 22   | Stati Uniti (bandiera) | A     | Don May          | 1946 | 193  | 91   |
| 25   | Stati Uniti (bandiera) | AC    | Bill Hosket      | 1946 | 203  | 102  |
| 25   | Stati Uniti (bandiera) | A     | Mike Lynn        | 1945 | 201  | 98   |
| 27-4 | Stati Uniti (bandiera) | A     | Mike Silliman    | 1944 | 198  | 102  |
| 33   | Stati Uniti (bandiera) | C     | George Wilson    | 1942 | 203  | 102  |
| 35   | Stati Uniti (bandiera) | AC    | Cornell Warner   | 1948 | 206  | 100  |
| 44   | Stati Uniti (bandiera) | AC    | Bob Kauffman     | 1946 | 203  | 109  |
| 45   | Stati Uniti (bandiera) | AC    | John Hummer      | 1948 | 206  | 104  |

## Staff tecnico
- Allenatore: Dolph Schayes
- Preparatore atletico: Jerry McCann